# 马丽华
马丽华（1953年—），山東濟南人，中國當代作家。

## 生平
1976年進藏，在西藏生活了數十年，著有許多以西藏為主題的書籍。曾獲庄重文文学奖、西藏珠穆朗玛文艺奖、第四屆老舍文學獎优秀长篇小说奖等獎項。现任中国藏学出版社总编辑。

## 主要著作
- 《走過西藏》
- 《青藏苍茫－－青藏高原科学考察50年》
- 《十年藏北》
- 《藏東紅山脈》
- 《西藏文化旅人》
- 《如意高地》